# 프릿

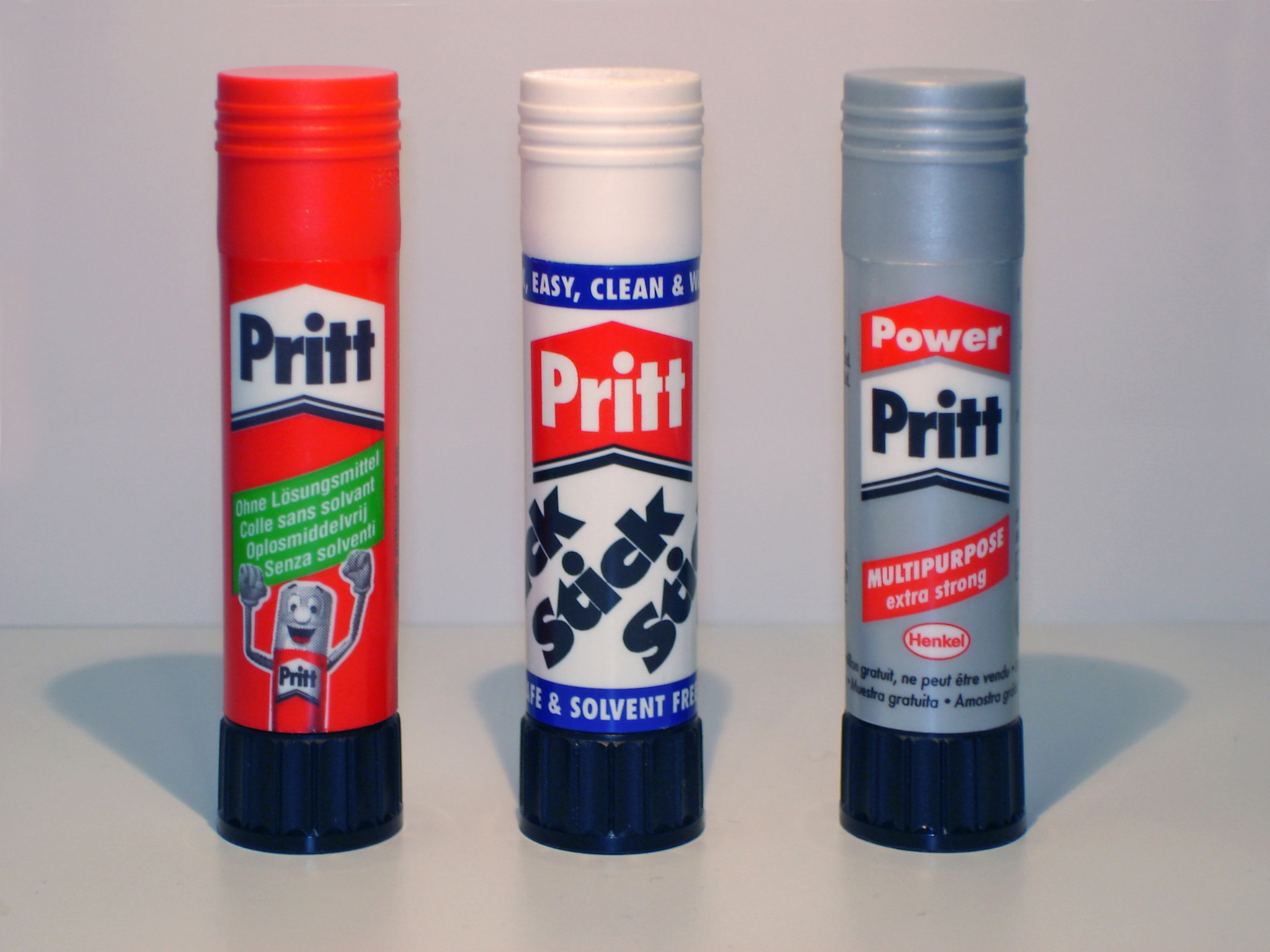

프릿(독일어: Pritt)은 헨켈의 접착제, 테이프, 어린이용 문구류, 수정제의 브랜드 명이다. 프릿은 세계 최초의 딱풀로도 알려져 있다. 이 문서에서는 주로 딱풀로서의 프릿을 서술한다.

## 역사
1967년, 헨켈의 연구원들은 돌려서 짤수 있는 립스틱에서 착안하여 고체용 딱풀인 프릿을 발명하게 된다. 프릿은 1969년부터 1971년까지 이미 38개 국가에 팔리기 시작하고 있었다. 2001년에는 국제 우주 정거장에서 실험용으로 성공적으로 사용되었다.
2009년 9월 17일에는 프릿의 발명을 축하하는 40주년 기념식이 열리기도 하였다.